# Una educació siberiana (pel·lícula)
Una educació siberiana és una pel·lícula italiana dirigida el 2013 per Gabriele Salvatores, que és una adaptació de la novel·la homònima de Nicolai Lilin. Rodada originalment en anglès, la versió subtitulada en català es va estrenar l'any 2015.

## Argument
Kolyma i Gagarin són dos nois que creiexen a en un reducte ètnic d'origen siberià a Transnístria, criats per l'avi de Kolyma, Kuzja. Kuzja imposa una educació molt estricta als nens, centrada en l'odi cap als funcionaris soviètics, la criminalitat de subsistpencia i el respecte a tradicions ancestrals. Després d'un dels seus intents de robatori contra els soviètics, Gagarin és capturat, jutjat i empresonat. Set anys després és alliberat, però malda per sobreviure i acaba introduint-se en el tràfic de drogues, fet que el farà entrar en conflicte amb Kolyma i les tradicions ancestrals del seu clan.

## Repartiment
- John Malkovich, Granpa Kuzja
- Arnas Fedaravicius, Kolyma
- Vilius Tumalavicius, Gagarin
- Peter Stormare, Ink
- Eleanor Tomlinson as Xenya
- Jonas Trukanas, Mel
- Erikas Zaremba, Vitalic
- James Tratas, Shorty